# Devarahalli, Krishnarajpet
Devarahalli, Krishnarajpet, Mandya, Karnataka.